# Hermann Romberg (Schauspieler)
Hermann Romberg (* 9. August 1882 in Köln; † 21. Januar 1929 in Wien) war ein deutscher Schauspieler.

## Leben
Hermann Romberg war der Sohn eines Bühneningenieurs. Er besuchte das Realgymnasium in seiner Geburtsstadt Köln. Danach studierte er zunächst acht Semester lang Germanistik an der Universität Bonn und ging nebenher auf das Kölner Konservatorium, bis er sich auf den Schauspielberuf verlegte.
Romberg spielte am Stadttheater Düsseldorf unter Direktor Ludwig Zimmermann, dann am Neuen Schauspielhaus in Berlin. Sigmund Lautenburg engagierte ihn an das Raimundtheater in Wien. Romberg wechselte nun das Rollenfach: vom Jugendlichen Helden zum Bonvivant. Er arbeitete danach an der Neuen Wiener Bühne und war ab 1913 Ensemblemitglied des Burgtheaters, bis ihn Max Reinhardt 1923 an das Theater in der Josefstadt holte.
Romberg wirkte als Darsteller in mehreren Stummfilmen und RAVAG-Hörspielen mit. Er war auch als Theaterregisseur tätig. Beispielsweise inszenierte er 1920 Bunbury von Oscar Wilde am Schönbrunner Schlosstheater und 1922 Der Graf von Charolais von Richard Beer-Hofmann mit Raoul Aslan in der Titelrolle am Burgtheater.
Hermann Romberg war verheiratet und hatte zwei Töchter. Er erkrankte an Bauchspeicheldrüsenkrebs und starb im Alter von 46 Jahren an den Folgen einer Krebsoperation. Er wurde auf dem Friedhof der Feuerhalle Simmering in Wien bestattet.

## Filmografie
- 1915: Der Meineidbauer
- 1915: Mit Herz und Hand fürs Vaterland
- 1916: Sommeridylle
- 1916: Wenn ew’ger Hass
- 1918: Das Spitzentuch
- 1918: Der Treubruch
- 1918: Wetterleuchten
- 1919: Die um Liebe kämpfen
- 1919: Genie und Verbrechen
- 1919: Notar Möller
- 1919: Seine schwerste Rolle
- 1921: Los vom Mann; Die tolle Miß
- 1922: Die Tochter des Brigadiers

## Schriften
- Ein paar Filmgedanken von Burgschauspieler Hermann Romberg. In: Die Kinowoche, 9. Jänner 1919, S. 6–7 (Online bei ANNO)

## Ehrungen
- Straßenbenennung der Romberggasse in Wien-Liesing (1958)[8]